# Schizocuma spinoculatum
Schizocuma spinoculatum är en kräftdjursart som först beskrevs av Jones 1984.  Schizocuma spinoculatum ingår i släktet Schizocuma och familjen Nannastacidae. Inga underarter finns listade i Catalogue of Life.